# Attila út (Budapest)
Az Attila út egy főforgalmi út Budapesten, az I. kerületben. A Krisztina körúttól az Erzsébet hídig tart; a hídtól a Horváth-kert délkeleti végéig (a Sarló utcáig) egyirányú a Széll Kálmán tér irányába.
Az út a Budai Várnegyed világörökségi terület nyugati határát képezi.
Az Attila úton végig halad az 5-ös és a 956-os busz útvonala, ezek mellett egy rövid szakaszon érinti a 16-os, 216-os és 916-os busz is a Dózsa György térnél. Az utat keresztezi az Alagút utcánál a 105-ös és a 178-as viszonylat úgyszintén.

## Fekvése
Határai: Döbrentei utca 3., Vérmező utca 18.

## Történelem
Korábbi nevei: 
- A Sarló utca és az Attila közzel szemközti térség az 1830-as évektől Kirchesäulenplatz (Templomoszlop tér vagy Templomszobor tér), 1874-től Szent János tér.
- A Szarvas tér és a Döbrentei tér között 1872-től Alsó Palota út.
- A Döbrentei tértől a Szent János térig az 1780-as évektől Hauptstrasse (Fő utca), a XIX. századtól Neugasse (Új utca), 1854-től Attilagasse, 1874-től Attila út, 1890-től Attila körút, illetve később, a Szent János tértől a Vérmező útig tartó szakasza Attila utca
- A Szent János tértől (Sarló utcától) a Vérmező utcáig - a tatárjárás 700. évfordulója alkalmából -, 1942-től IV. Béla út
- 1946-tól 1961-ig ismét Attila körút és Attila utca, majd egyesítve Attila út.

Az Attila nevet a XVIII-XIX. században az utcában működött Attila vendéglőről kapta.
A jelenlegi nyomvonal 1961-ben alakult ki, ekkor került sor a Tabán és a Krisztinaváros utcáinak rendezésére. Ekkor az Attila utcát és az Attila körutat Attila úttá egyesítették, az egységes házszámozás keretében az Attila utca házszámait 40-nel megnövelték. 
A 2000-es évek elejéig az Attila út utolsó felújítása az 1960-as évek végén volt.
2001. május és október között a Döbrentei tér és a Mikó utca közötti szakaszt teljesen újjáépítették: kicserélték vagy felújították az alatta húzódó közművezetékeket, új út- és járdaburkolatot építettek, favédő korlátokat és parkolásgátló oszlopokat helyeztek ki, valamint rendezték a zöldterületeket. 2016-tól a fővárosi kezelésben lévő Attila út (és a vele párhuzamos Krisztina körút) teljes hosszán díjköteles parkolási rendszert vezettek be. (A kerületi kezelésben álló mellékutcákban már több évvel korábban kialakították a fizetős parkolást).

## Nevezetességek

### Páratlan oldal
- Tabán
- Döbrentei tér
- Attila út 11.
  - Tabáni r.k. plébániatemplom (műemlék, 1728–1736)
- Apród utca
- Szarvas tér

- - Arany Szarvas-ház (műemlék, 1811)
- Attila út 15.
  - Schumlitsch-ház vagy Szokolay-ház (műemlék, 1845-1846)[2]
- Attila út 19.
  - Tabáni Gösser étterem, korábban Mátra kisvendéglő, itt alakult meg a Független Jogász Fórum (emléktábla a belső helyiségben)
- Palota út

- Attila út 31.
  - A Magyar Királyi Darabont Testőrség legénységi szállása, 1948-49 után dísztelenül átépítve „civil” társasház.[3]
- Dózsa tér
  - Dózsa György-szoborcsoport a volt Tüzéremlékmű helyén, Kiss István műve, 1961.
- Attila út 33.
  - Az egykori Bessenyei-laktanya, a Magyar Királyi Darabont Testőrség tiszti lakóháza, 1948-49 után dísztelenül átépítve „civil” társasház.[4]
- Attila köz
- Attila út 35.
  - Vágó László műépítész egykori lakóháza. Köznyelvben „repülőgépes ház” (a Budapest ostroma idején ide becsapódott német vitorlázó szállítógép sokáig látható roncsa miatt)[5]
- Attila út 37.
  - Bajcsy-Zsilinszky Endre képviselő egykori lakóháza, 1944-es elhurcolásának színhelye (emléktábla)

- Attila út 39.

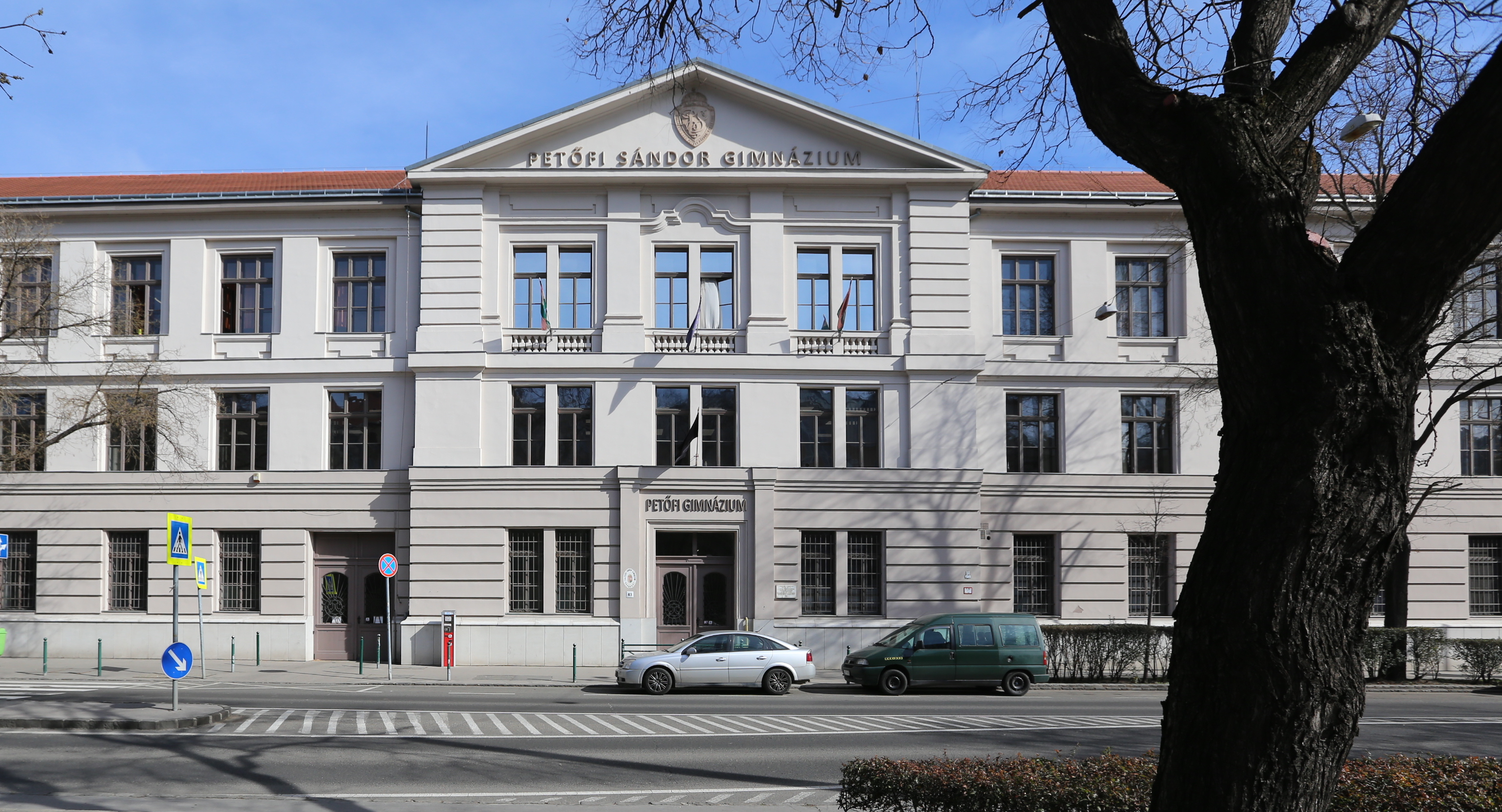
Petőfi Sándor Gimnázium

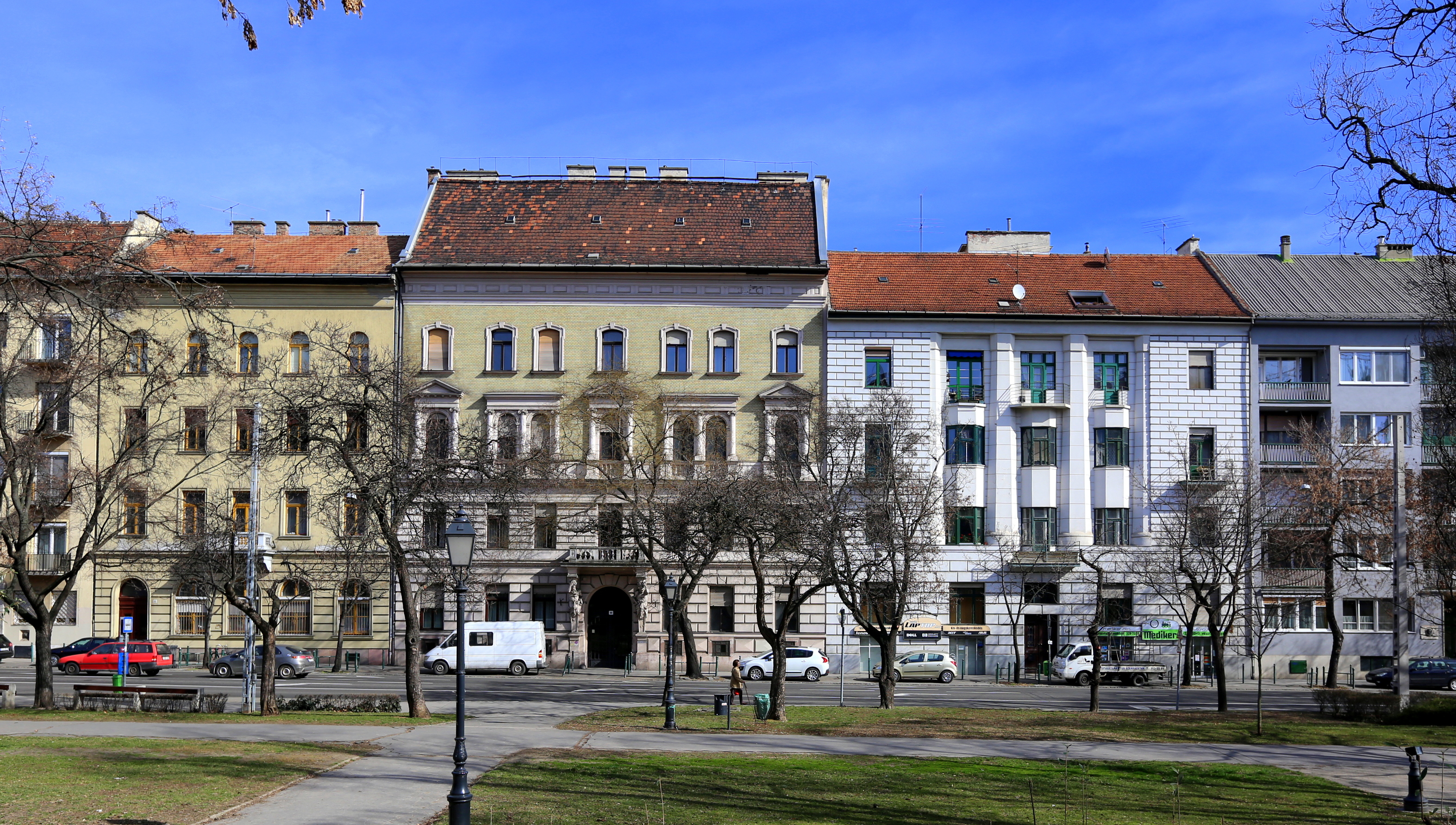
Attila út 51, 49 és 47. - 2019-ben

  - Gerevich Aladár egykori lakóháza (emléktábla)

- Sarló utca

- Attila út 43.
  - Petőfi Sándor Gimnázium (1948 előtt Werbőczi István Gimnázium)
  - A Budai Tornacsarnok emléktáblája a Petőfi Gimnázium falán (maga a tornacsarnok vele szemben, a Horváth-kertben állt).
- Attila út 45.
  - Béla-Schömer-társasház, épült 1958-ban,[6] Ottlik Géza író és Kardos László akadémikus egykori lakóháza (Ottlik-emléktábla).

- Alagút utca (2006-os bezárásáig itt üzemelt az Alagút Söröző, „az utca legjobb kocsmája”,[7] 2019 óta libanoni étterem.)
- Zerge lépcső
- Mikó utca, Márai Sándor egykori lakóháza (ostromban elpusztult)
- Attila út 81.
  - Brunszvik Teréz első „Angyalkertjének” (óvodájának) helye (emléktábla)
- Attila út 93.
  - Magyar Mezőgazdasági Múzeum és Könyvtár Mezőgazdasági Könyvtár
- Bugát utca
- Korlát utca
- Attila út 133.
  - Babits Mihály és Hidas Frigyes zeneszerző egykori lakóháza (emléktáblák).
- Körmöci utca
- Attila út 135-137.
  - Kosztolányi Dezső Gimnázium[8]
- Vérmező út

### Páros oldal
- Tabán
- Kalevala-park
  - Kitelepítettek emlékműve (2010)[9]
  - Kalevala-szobor (2020)[10]
- Attila út 2.
  - Bethlen-udvar. Épült 1923-1924 között. Mihelics Vid paptanár-politikus egykori lakóhelye (emléktábla)
  - A diktatúrák üldözötteinek civil emlékműve (2006, Péterfy László)[11]
- Tabán
- Horváth-kert
  - Nepomuki Szent János újjáalkotott kőszobra a volt Szent János téren
  - Joseph Haydn emlékműve, Kocsis András szobrával
  - Ferenczy Béni bronz szobra: Ülő nő, 1961.
  - Déryné-szobor (Polgár Botond, 2010), Ligeti Miklós 1935-ös eredetijének másolata.
- Alagút utca
- Mikó utca
- Vérmező
  - A magyar jakobinusok kivégzésének helyszíne (emlékmű)
- Krisztina körút
- A fiktív Attila út 238. szám alatt játszódik az Édes Anna cselekménye.

### Emléktáblák, emlékhelyek

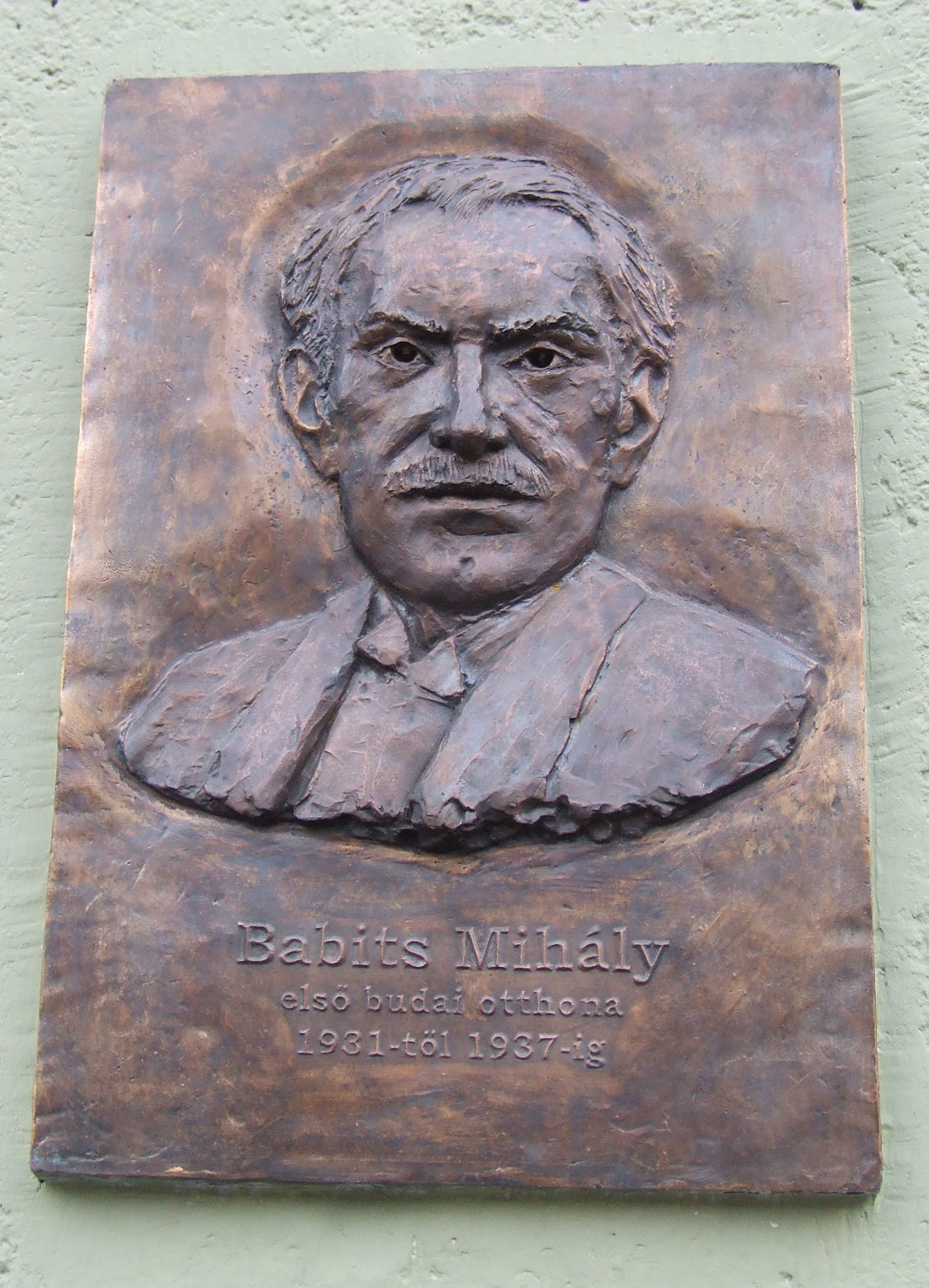
Attila út 133. Babits Mihály
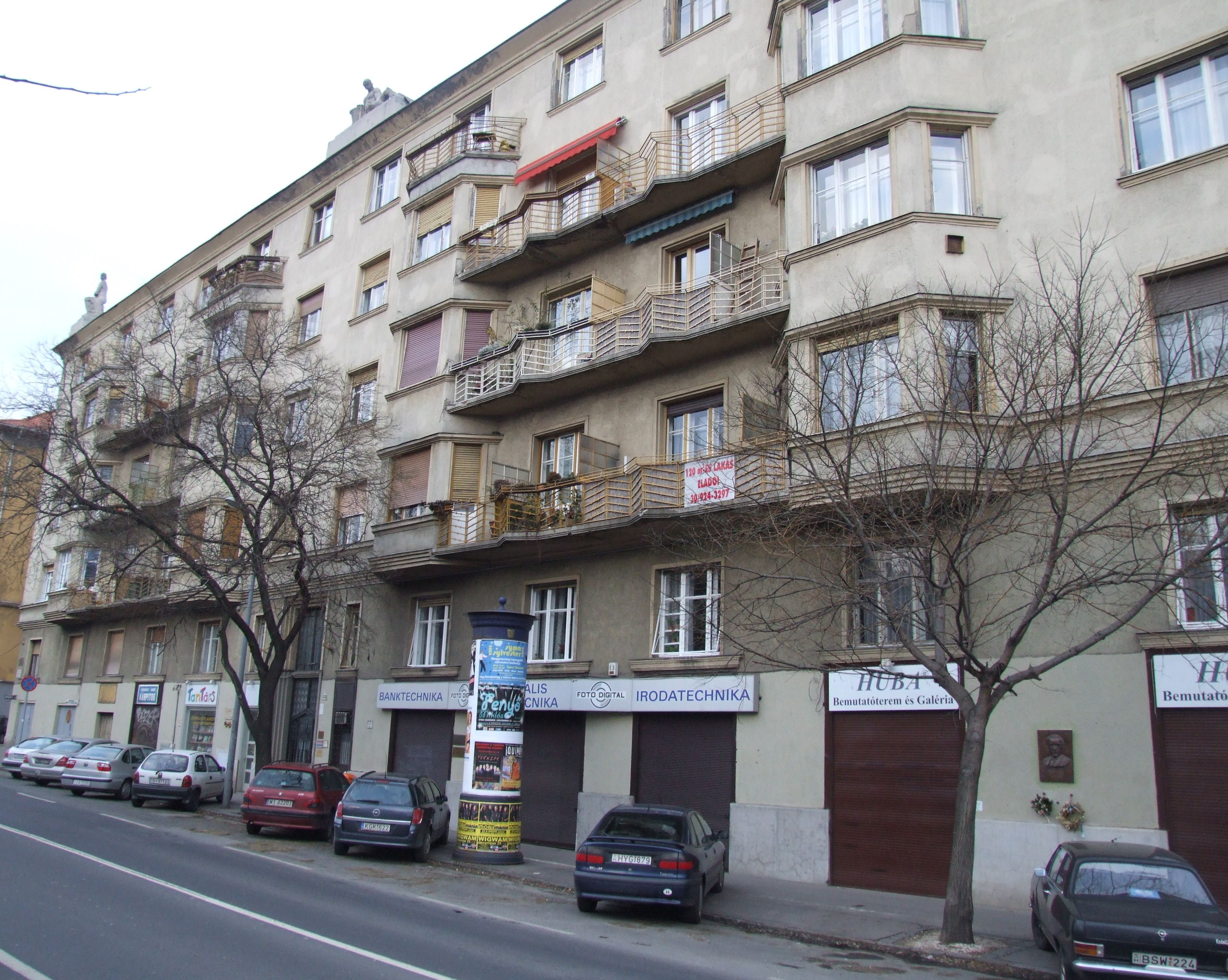
Attila út 133. korábban: Attila krt. 95-99
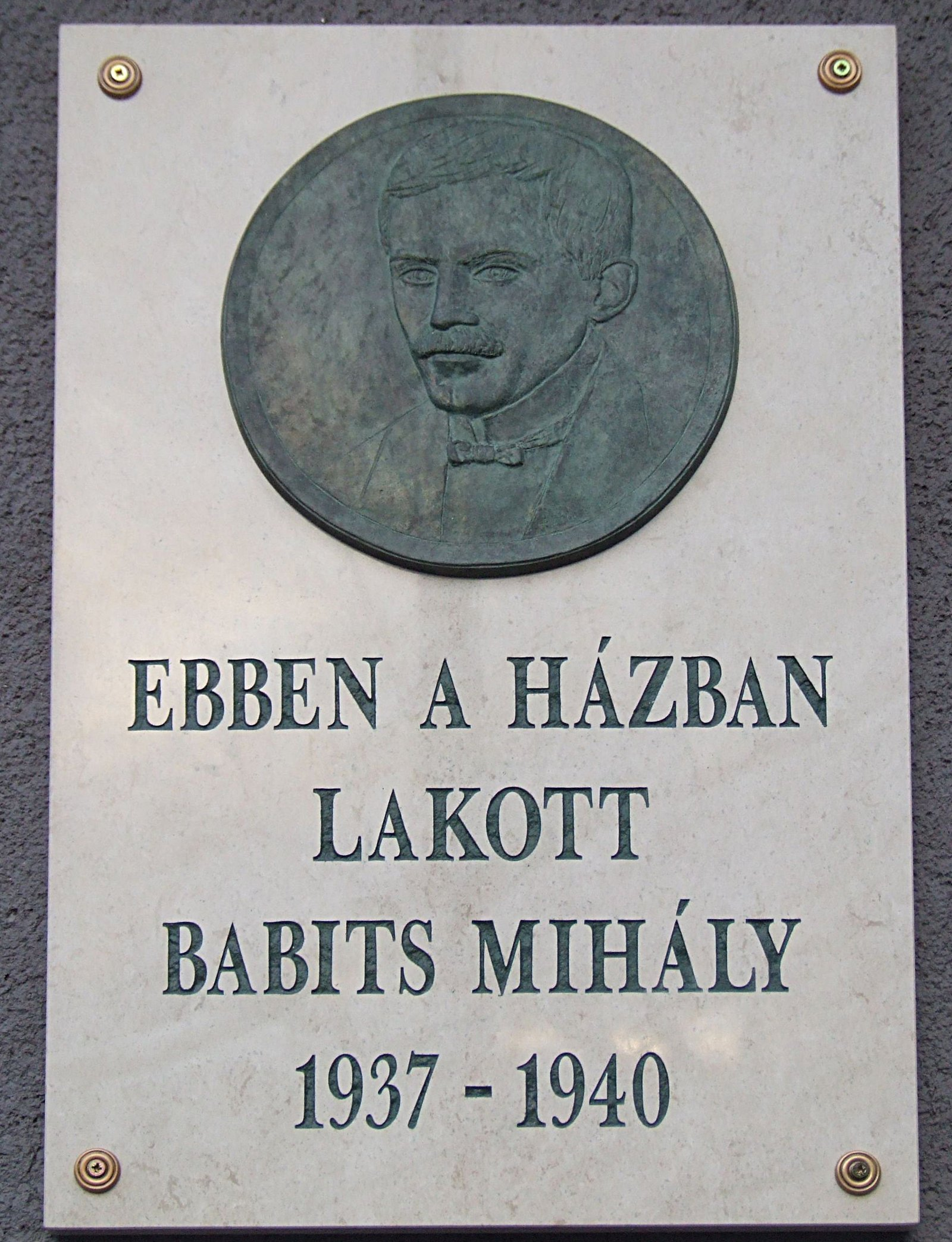
Attila út 103. korábban: Attila krt. 65/B
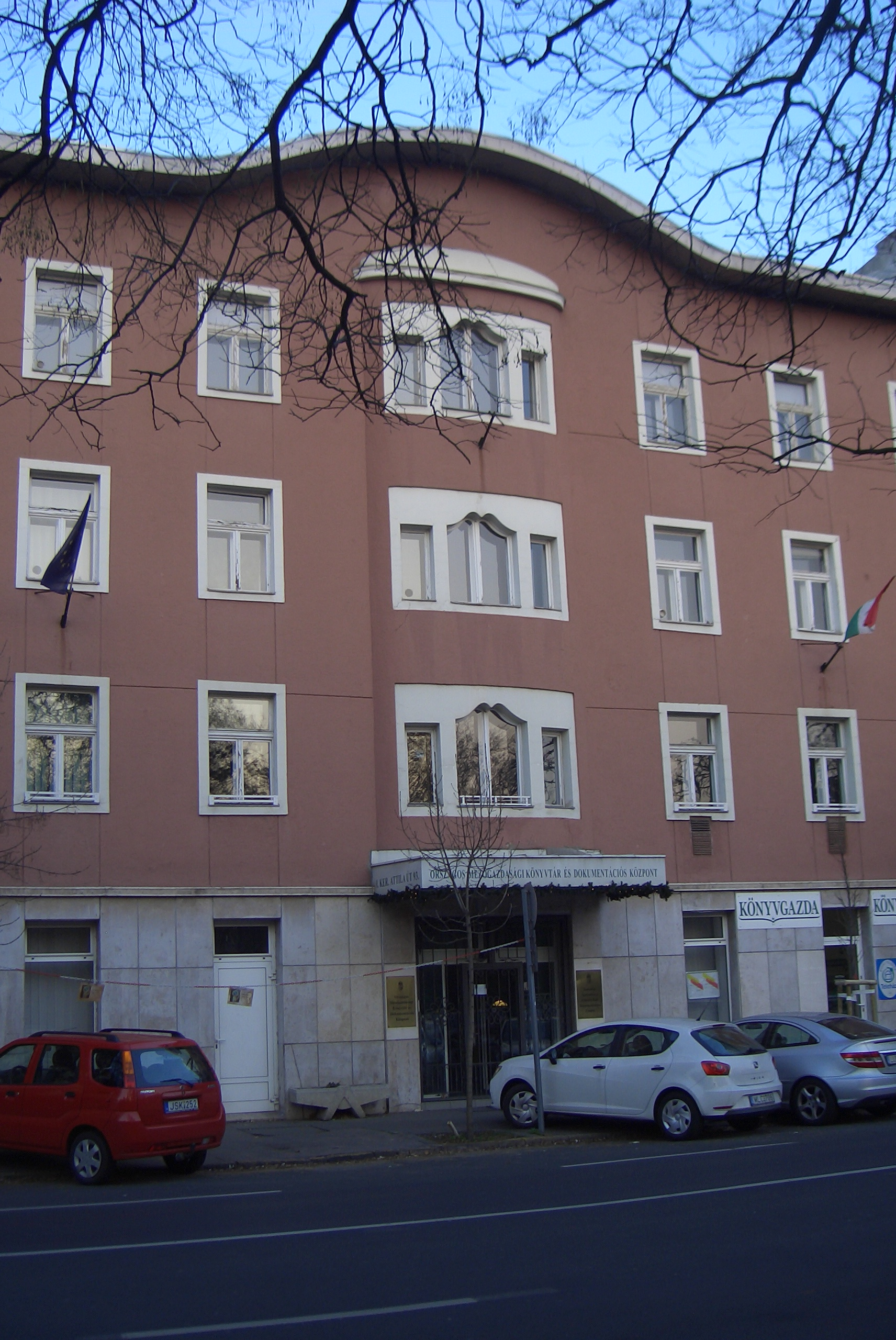
Attila út 93. Országos Mezőgazdasági Könyvtár
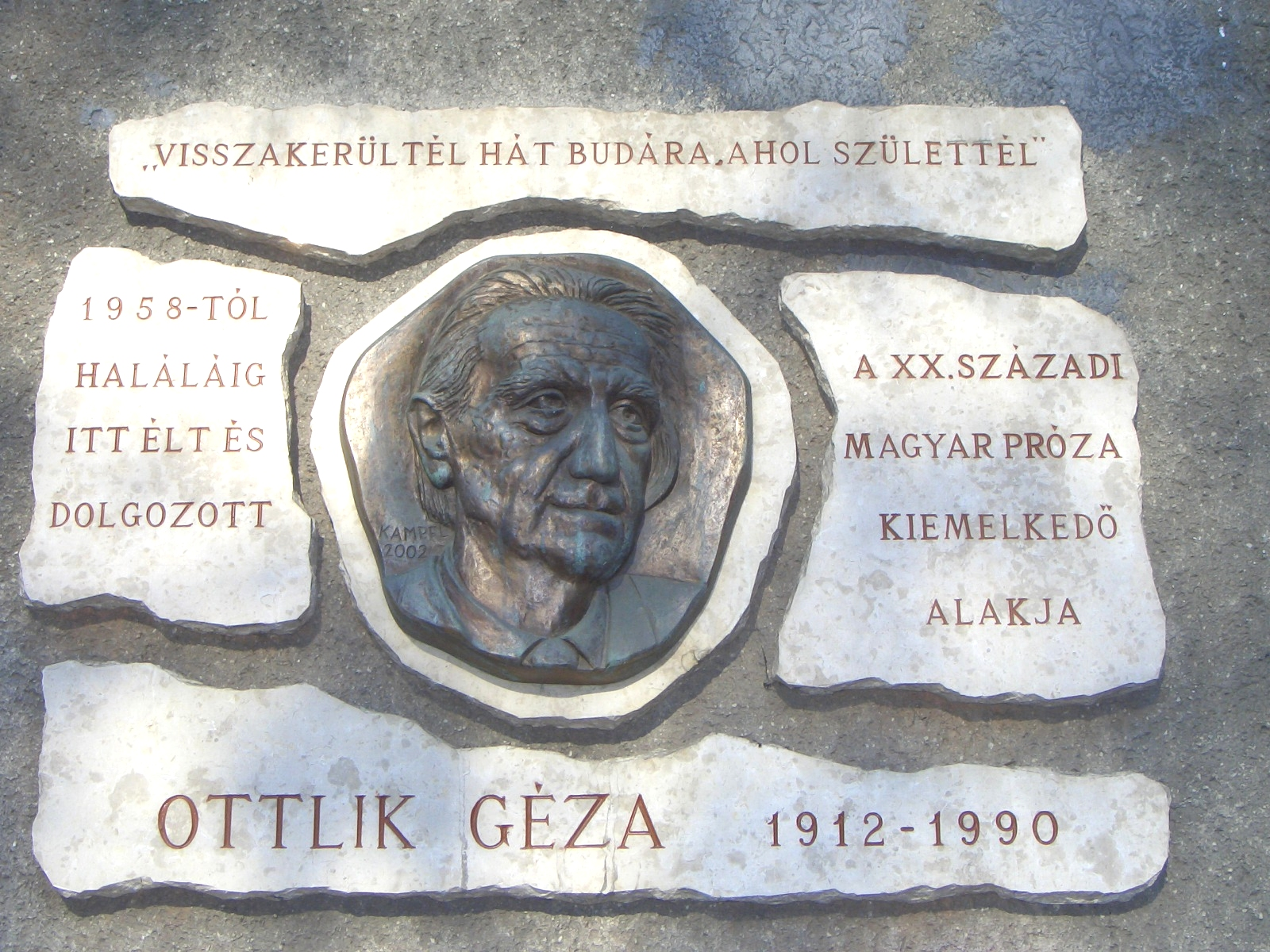
Attila út 45. Ottlik Géza (volt Attila u. 5.)
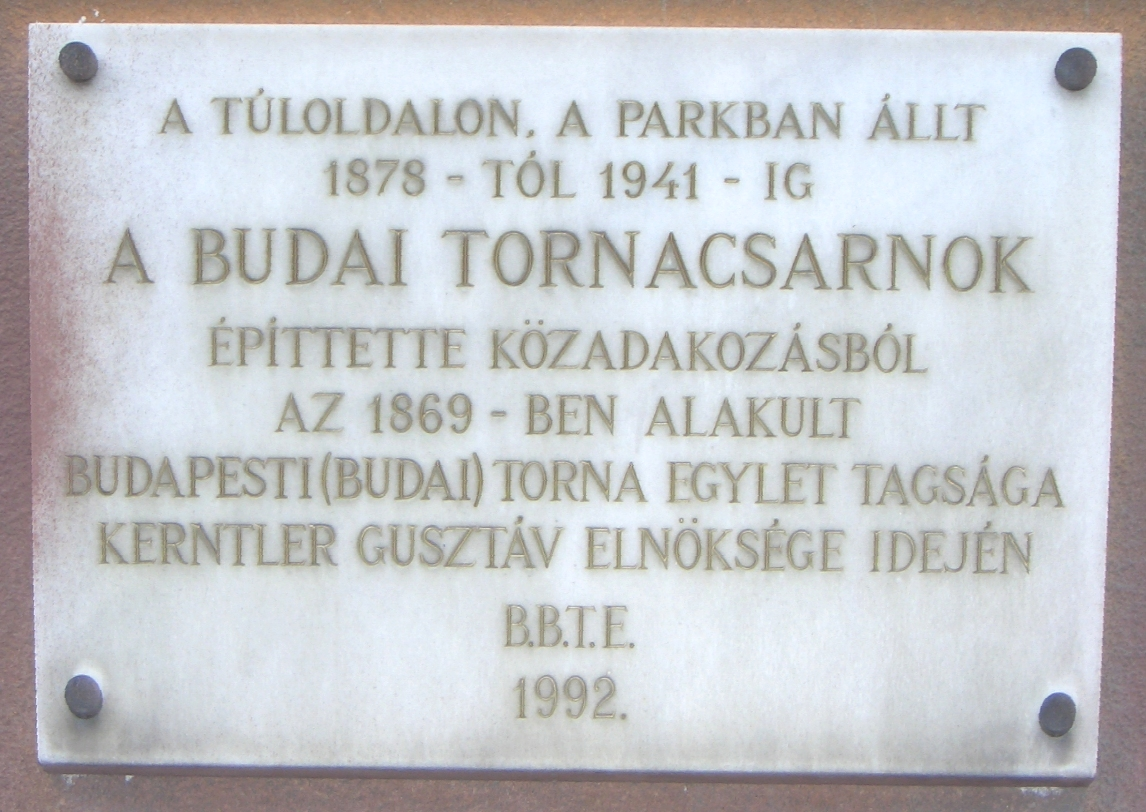
Attila út 43. A Budai Tornacsarnok emléke (Horváth-kert)
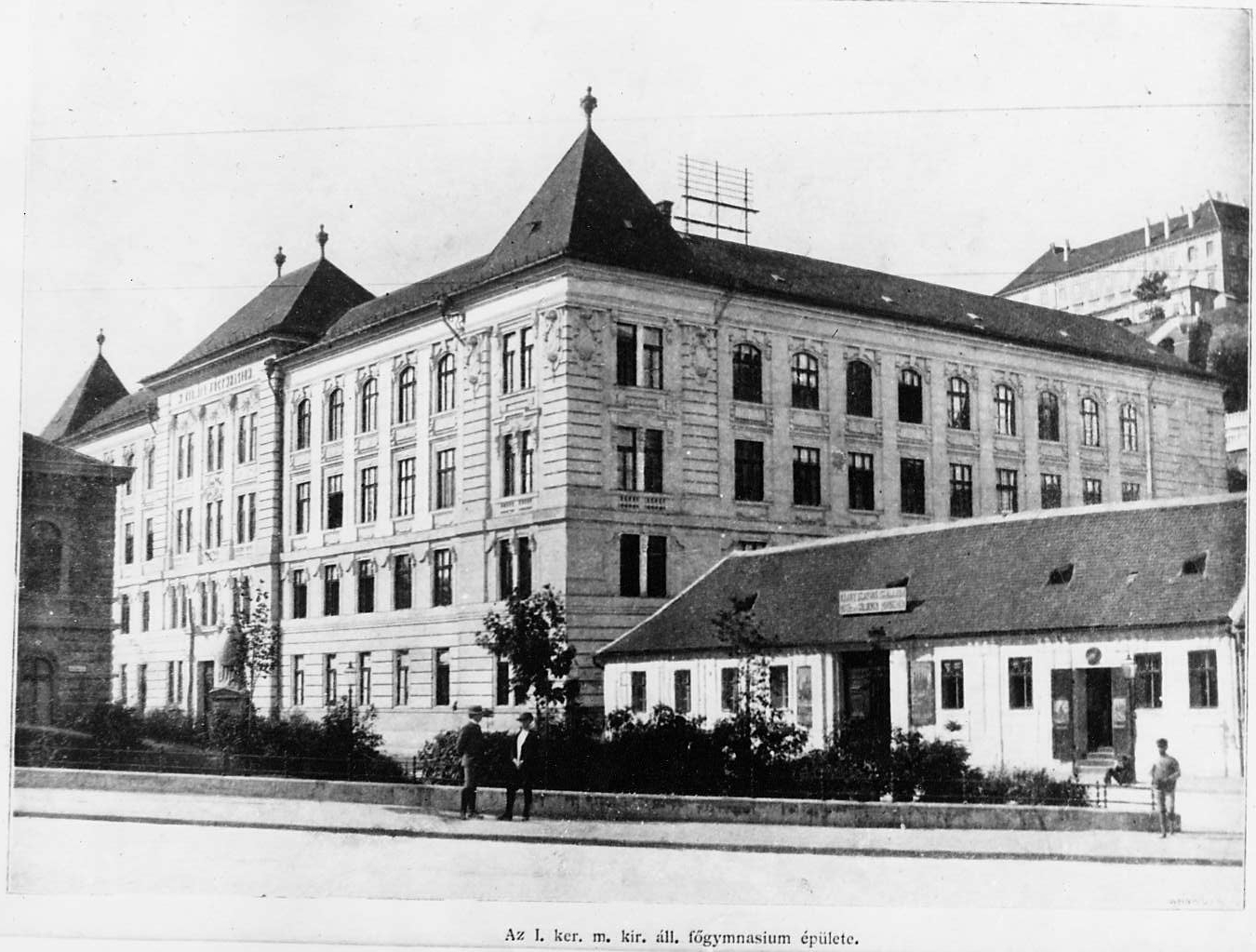
A Budai Tornacsarnok és az 1892-ben épült főreálgimnázium
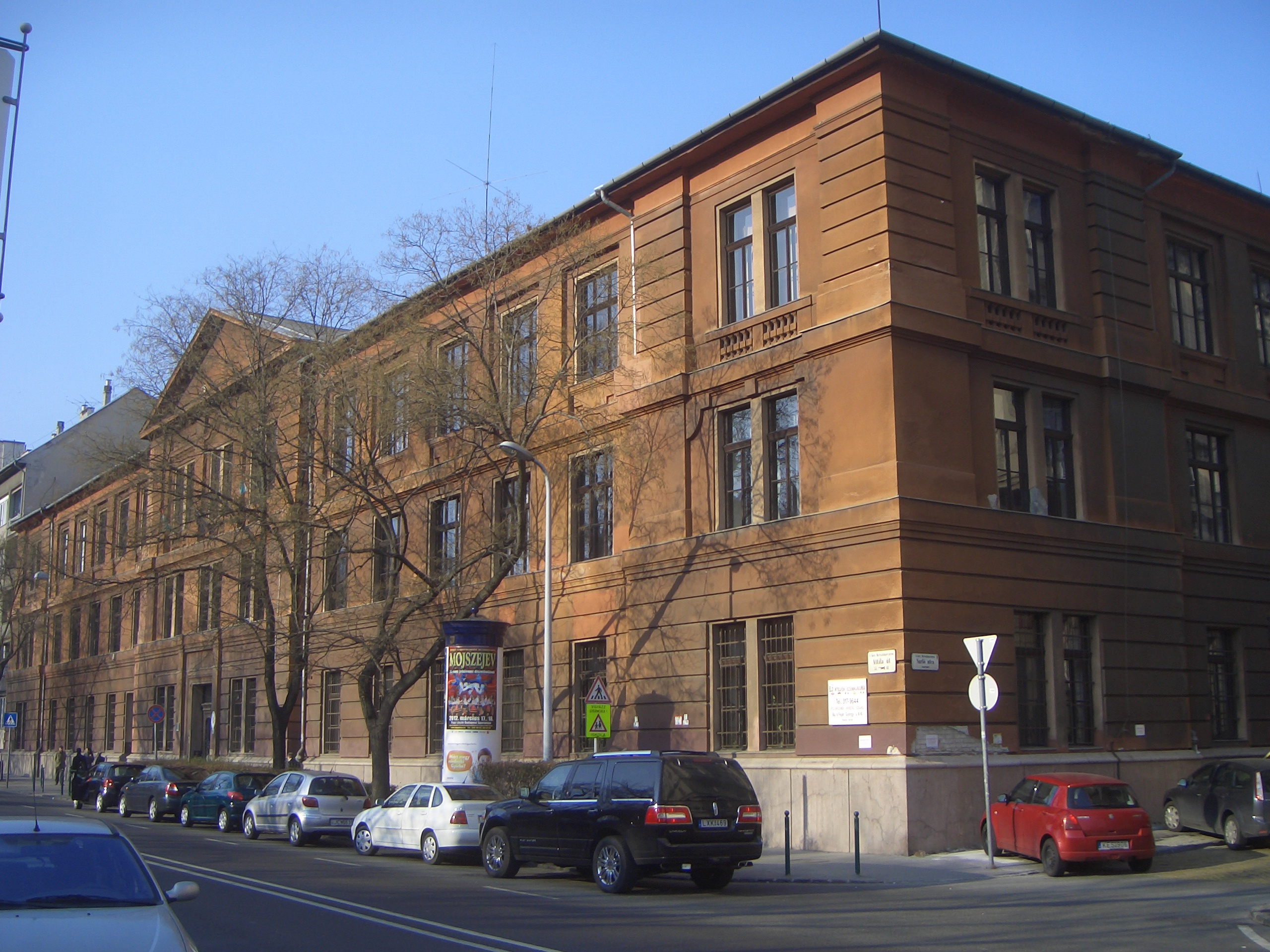
Attila út 43. Petőfi Sándor Gimnázium
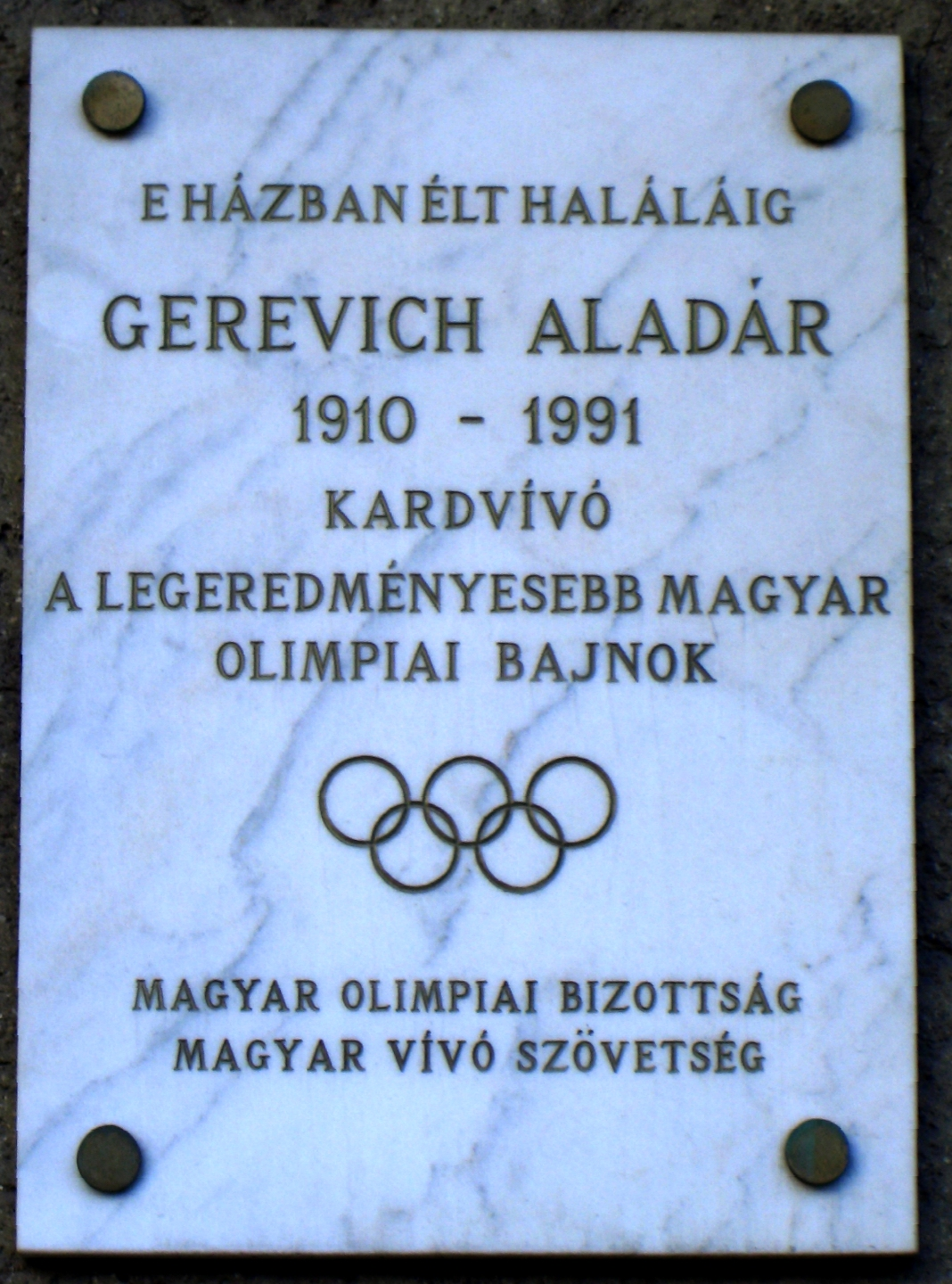
Attila út 39. Gerevich Aladár
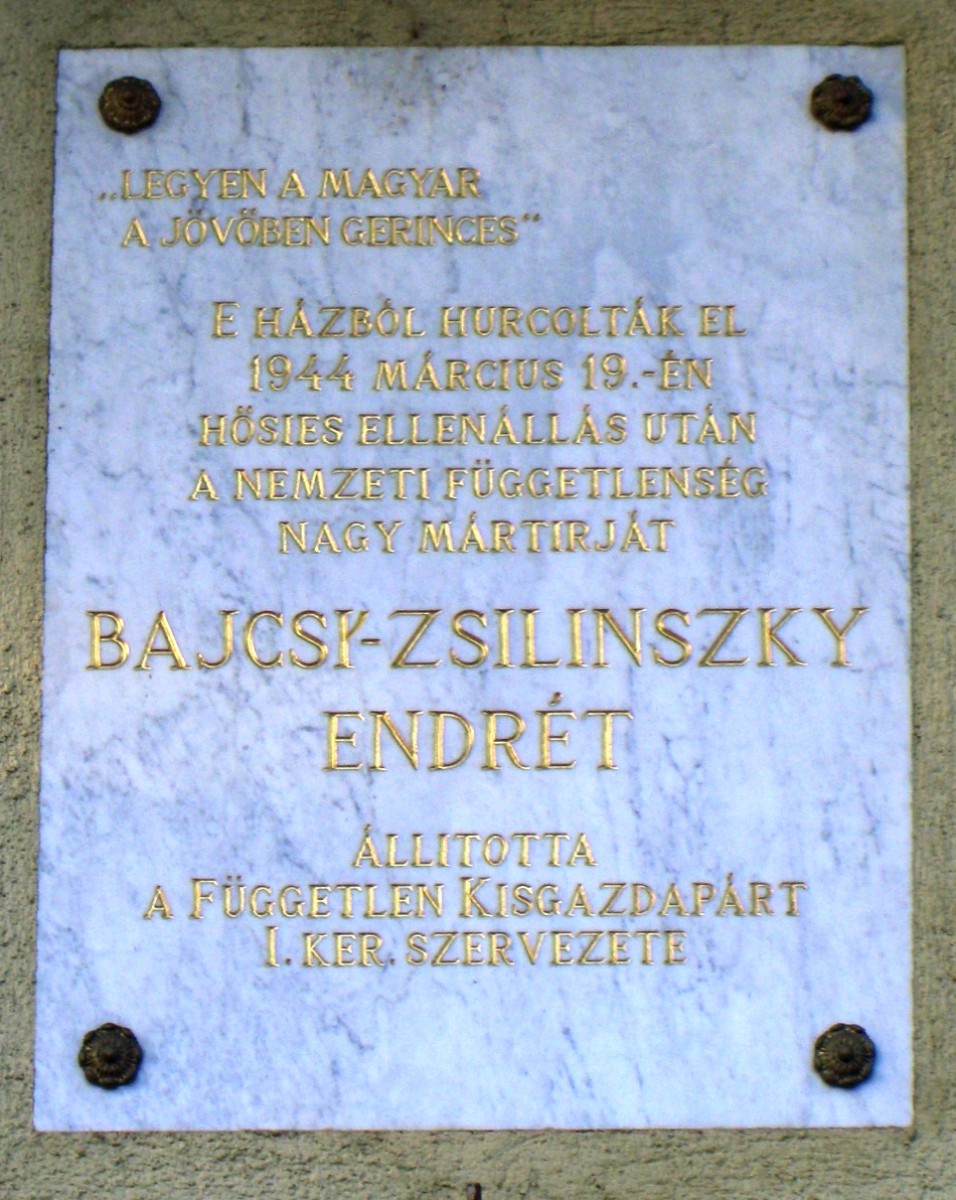
Attila út 37. Bajcsy-Zsilinszky Endre emléktábla